# Fulham Town Hall
L'hôtel de Ville de Fulham est un bâtiment classé de Grade II situé sur Fulham Road, à Fulham, un quartier de Londres. L'édifice a été construit en 1888-1890, et agrandi en 1904-1905.
L'architecte du bâtiment d'origine était George Edwards, et l'agrandissement de 1904-1905 est dû à Francis Wood, l'ingénieur du borough.
L'édifice cesse d'être le siège d'un conseil en 1965, quand les deux boroughs de Fulham et Hammersmith amalgament pour former l'actuel borough de Hammersmith and Fulham, que son hôtel de ville se trouve à Hammersmith.